# Línea L15 (Montevideo)

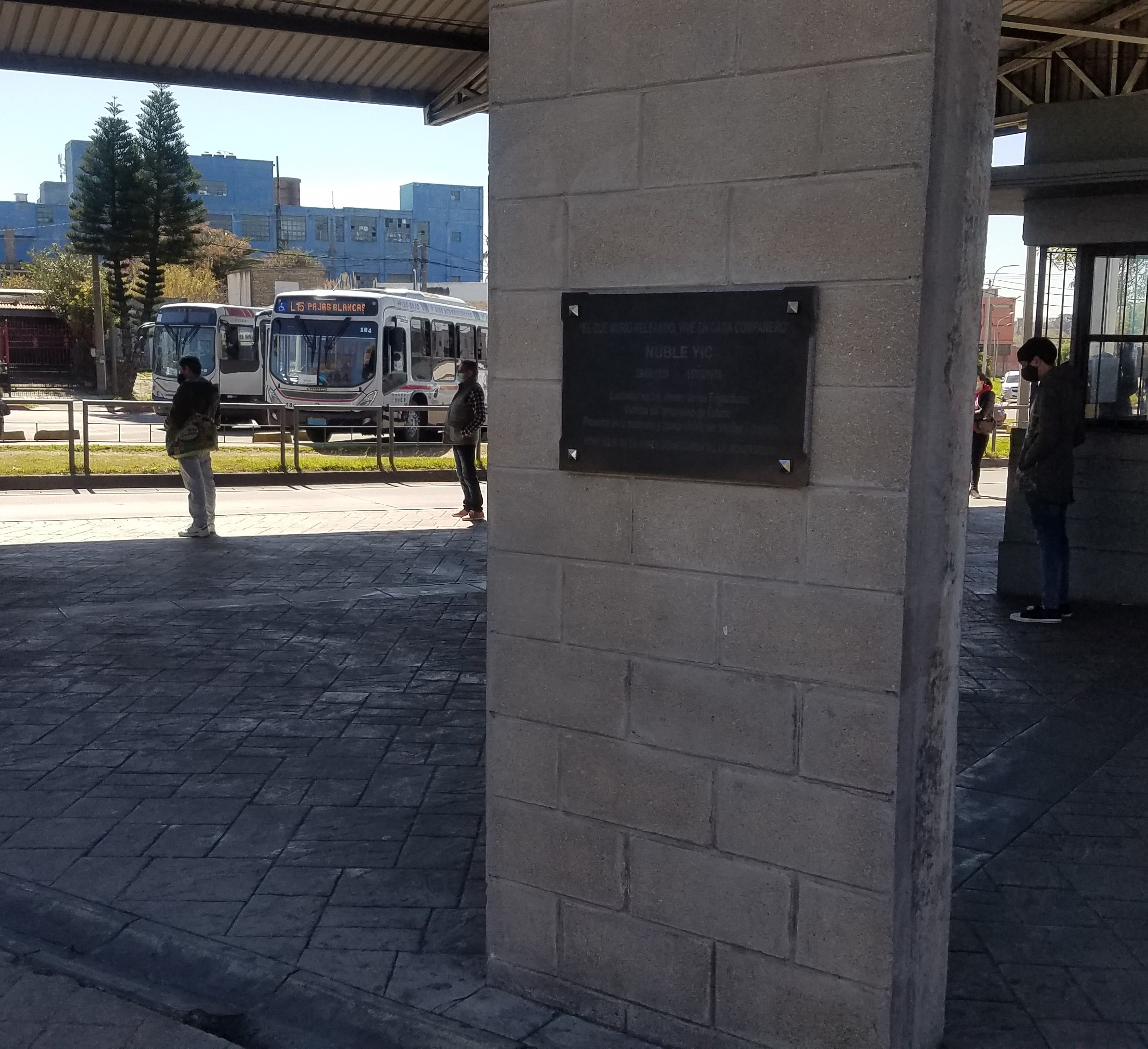
Línea L15 en la Terminal del Cerro

La línea L15 es una línea local de la terminal Cerro, une dicha terminal con el balneario Pajas Blancas del departamento de Montevideo. 

## Historia
Fue creada en los años noventa y en sus inicios unía Paso de la Arena con Paso Molino, la misma circularía durante dos  meses y sería suprimida, a pesar de establecer la única comunicación directa entre la zona de Nuevo París y la Ciudad Vieja, aunque con el tiempo se fueron incorporando otras líneas, estableciéndose una reestructura en los próximos años, entre ellas, se incluyó el regreso de esta línea pero con otro recorrido, totalmente distinto al que hubo anteriormente. El recorrido de ida pasó a ser Pajas Blancas y el de vuelta la terminal del Cerro. Este nuevo recorrido fue para sustituir los servicios diurnos de la línea 133, la cual paso a funcionar únicamente en el horario nocturno. 
En los fines de semana y feriados, la línea en su primer servicio se extiende hasta la zona de La Colorada -estableciendo su última parada en la intersección de los caminos Pajas Blancas y Conde- dejando a Pajas Blancas como destino intermedio.

## Recorridos
Circula por los barrios Cerro, Cerro Norte, Rincón del Cerro, Paso de la Arena, Monterrosa y Pajas Blancas.
| Ida - Zona B (Terminal del Cerro) - Pedro Castellino - Turquía - Haití - Avenida Santín Carlos Rossi - Avenida Carlos María Ramírez - Camino Cibils - Camino Sanfuentes - Luis de Medina Torres - Camino Pajas Blancas - Avenida Capitán Antonio Leal de Ibarra - Pedro de Mesa y Castro - Circunvalación Plaza. - Pedro de Mesa y Castro - Avenida Capitán Antonio Leal de Ibarra - Rambla Puerto Soledad de Malvinas. - Pajas Blancas | Vuelta - Pajas Blancas - Avenida Capitán Antonio Leal de Ibarra - Pedro de Mesa y Castro - Circunvalación Plaza. - Pedro de Mesa y Castro - Avenida Capitán A. Leal de Ibarra - Camino Pajas Blancas - Luis de Medina Torres - Camino Sanfuentes - Camino Cibils - Avenida Carlos María Ramírez - Avenida Doctor Santín Carlos Rossi - Dr. Pedro Castellino - Zona B (Terminal del Cerro) |

### Servicios especiales
Cuenta con diversos servicios especiales de carácter social. Entre ellos, los días de semana y en el horario escolar su recorrido se extiende hacia la Playa Zabala y la Escuela Monterrosa.
Existen también otras extensiones hacia La Colorada. (ver en la Línea 133)

## Frecuencia
El L15 cuenta con una frecuencia media-alta, demorando entre 15 a 25 minutos los días hábiles. los sábados entre 21 a 40 minutos y los domingos entre 23 minutos a 1 hora.